# Трещин, Евгений Евгеньевич
Трещин, Евгений Евгеньевич (Trestchine, 1879 — 13 июля 1966, Мерш, Люксембург)  — русский офицер, участник русско-японской, Первой мировой и Гражданской войн, эмигрировал в ходе Гражданской войны через Галлиполийский лагерь в Болгарию. Стал первым священником православного прихода Петра и Павла в Люксембурге.

## Биография
Родился в Российской Империи в семье сотника Амурского казачьего войска, окончил пехотное юнкерское училище в С.-Петербурге, участвовал в Русско-японской войне подпоручиком, штабс-капитан 94 го пехотного Енисейского полка (1910), штабс-капитан Гатчинского полка (1913), участник Великой войны, подполковник и командир батальона Гатчинского полка. 20.08.1914 г. в обе ноги контужен под г. Тильзит. Позднее подполковник и командир батальона этого же полка, позже подполковник Псковского гарнизона. Участник Гражданской войны в Добровольческой армии, Вооружённых силах Юга России, Русской армии в чине полковника, эмигрировал через Галлиполи. Галлиполиец в звании Полковник . В эмиграции в Болгарии, работал на шахтах Перника. В Алексеевском полку в Болгарии. Командир роты (Курсовой офицер) Корниловского военного училища в Корниловском полку.

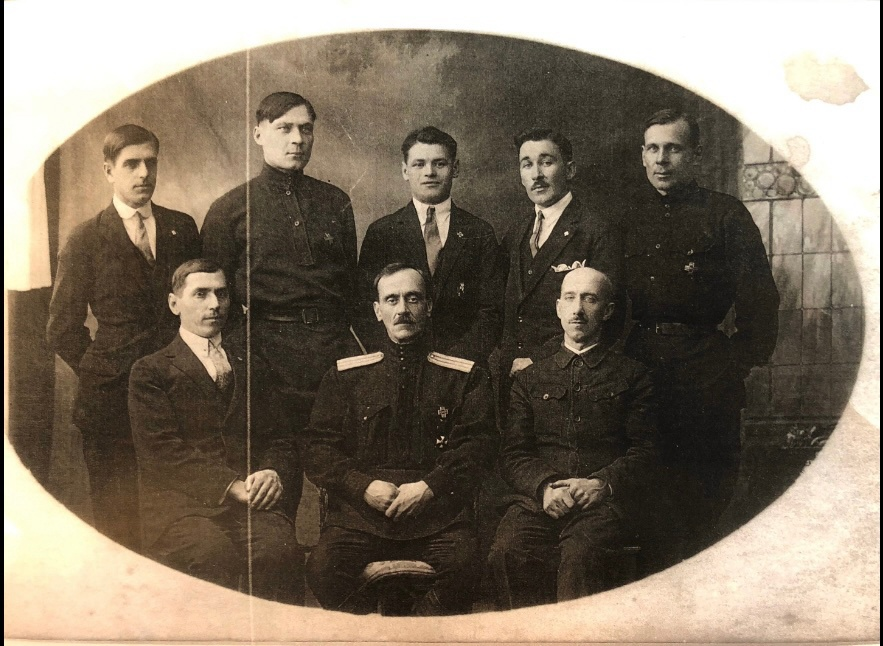
Трещин Е.Е посередине сидя

В последние годы в Белой армии командовал ротой Корниловского военного училища. В 1927 г. с нансеновским паспортом переехал со своими солдатами в Люксембург, где они работали на кожевенном заводе г. Вильц, позднее на керамической фабрике г. Мертер, член Союза Галлиполийцев, основатель прихода в Люксембурге (1927), находился в юрисдикции РЗЦ, Священник (1929), рукоположение совершил архиепископ Серафим (Лукьянов), настоятель Петропавловской церкви в Люксембурге, вышел за штат в 1965 году.
После рукоположения полковника Трещина во иереи в Медоне под Парижем в 1929 г., русская колония Люксембурга обрела не только своего священника, но и свой официальный приход — отец Евгений возглавил его в Вильце, где 175 русских работали на кожевенной фабрике. Отец Евгений в Мертерт переехал в 1935 г.  Церковная жизнь продолжалась и во время Второй мировой войны. Службы шли и в оккупированном Люксембурге. Продолжал учить детей колонии и о. Евгений, дававший уроки Закона Божьего, обучал детей в колонии Русскому языку.

### Семья
Шестеро детей и жена, Елена Николаевна (1886-1973) остались в России.